# 新西蘭角魴鮄
新西蘭角魴鮄，為輻鰭魚綱鮋形目牛尾魚亞目角魚科的其中一種，分布於西南太平洋區，包括澳洲、新喀里多尼亞、紐西蘭海域，棲息深度200-500公尺，體長可達34.4公分，為底棲性魚類，生活在大陸棚及大陸坡，屬肉食性，可做為食用魚。

## 擴展閱讀
維基物種上的相關：新西蘭角魴鮄